# Engagement public
 (avril 2019).
- Si vous ne connaissez pas le sujet, laissez ce bandeau (vous pouvez alors contacter les auteurs).
- Si vous supprimez le contenu mis en cause (vous pouvez préalablement contacter les auteurs),

argumentez précisément cette suppression dans la page de discussion
(un manque de référence n'est pas un argument ; une recherche réelle de référence doit avoir été effectuée, être formellement documentée).
L'engagement public est un terme qui a été récemment[Quand ?] utilisé, en particulier au Royaume-Uni, pour décrire « l'implication de spécialistes en écoutant, en développant leur compréhension, et d'interagir avec, non-spécialistes » (tels que définis par l'agence de financement des universités de l' Angleterre, HEFCE, en 2006). 

## Origines
La tradition selon laquelle un organe décisionnel fait appel à ceux qui ont moins de pouvoir s'appelle généralement consultation. Cela devient populaire auprès des gouvernements britanniques au cours des années 1980 et 1990. Même si la plupart des gouvernements qui effectuent des consultations sont élus démocratiquement, de nombreuses personnes impliquées dans ces processus ont été étonnées de constater que la conduite de telles consultations n’était pas satisfaisante à au moins trois égards :
1. Les groupes qui avaient déjà de l'influence étaient souvent les seuls consultés ;
2. Les personnes qui ne disposaient pas des ressources nécessaires pour le savoir ne pourraient généralement pas participer aux consultations, même si la décision qu’elles étaient censées influencer pourrait avoir un impact majeur sur elles ;
3. Il n’existait pas de protection convenue contre le recours cynique aux consultations par les décideurs pour donner l’impression qu’ils avaient cherché à solliciter d’autres opinions, tout en ayant mis en place une nouvelle politique avant même de poser la question.

Dès 1979, Dorothy Nelkin, analyste scientifique, souligne qu'une grande partie de ce qui avait été adopté pour participer à la gouvernance pouvait être comprise comme une tentative des puissants de coopter le public. 

## Concepts
L’engagement du public est un terme relativement nouveau, à peine utilisé avant la fin des années 1990.  Le terme actuel avec lequel elle partage le plus de points communs est démocratie participative , avec des réflexions telles que Jean-Jacques Rousseau, John Stuart Mill et G. D. H. Cole. 
Beaucoup voient dans la démocratie participative une complémentarité avec les systèmes démocratiques représentatifs , dans la mesure où elle confère plus directement le pouvoir de décision aux citoyens ordinaires.  Rousseau a suggéré que les approches participatives de la démocratie avaient l'avantage de démontrer qu'« aucun citoyen n'est maître de l'autre » et que, dans la société, « nous sommes tous également dépendants de nos concitoyens ».
Rousseau a suggéré que la participation à la prise de décision augmente le sentiment d'appartenance des citoyens à leur communauté.  L’institution la plus ancienne de la démocratie participative est peut-être le système de jugement par jury. 
Alors que les gouvernements élus font les lois, ce sont donc les jurys qui peuvent décider de l'innocence ou de la culpabilité de toute personne accusée d'avoir enfreint plusieurs de ces lois, ce qui en fait un instrument clé de la démocratie participative.  Au cours des siècles, elles ont acquis une importance pour de nombreuses démocraties qu'il a fallu défendre avec acharnement.  Un haut magistrat examinant les limites du pouvoir du gouvernement fourni par le jury au cours des siècles a comparé le jury à : « un petit parlement. Aucun tyran ne pouvait se permettre de laisser la liberté d'un sujet entre les mains de douze de ses compatriotes. Le procès devant jury est plus qu'un instrument de justice et plus qu'une roue de la constitution: c'est la lampe qui montre que la liberté vit ». (Patrick Devlin, 1956). Aujourd'hui, les procès devant jury sont pratiqués au Royaume-Uni, aux États-Unis et dans de nombreuses autres démocraties du monde, notamment en Russie, en Espagne, au Brésil et en Australie. Peut-être qu'aucune autre institution gouvernementale ne peut rivaliser avec le jury en plaçant le pouvoir aussi directement entre les mains des citoyens, ou parier davantage sur la vérité de l'affirmation fondamentale de la démocratie selon laquelle les citoyens sont leurs meilleurs gouverneurs.  Les jurys seraient donc la forme la plus répandue de véritable consultation au travail dans la société actuelle. 
La tension entre l'État et la société civile comme l'a souligné l'engagement du public dans les nouvelles économies industrielles (NIE), comme Singapour est illustré par Kenneth Paul Tan de Lee Kuan Yew School of Public Policy : « Mais, parler d'engagement du public est, bien entendu, très différent de celui de mener à bien l'engagement du public. Et c’est là qu’il semble exister un fossé entre la rhétorique et la pratique à Singapour. Par exemple, des représentants du gouvernement ont récemment rencontré de manière sélective des membres du public concernés pour discuter d'une décision controversée de construire une route traversant un cimetière d'importance historique. Lorsqu'on lui a reproché de ne pas prendre au sérieux l'opinion du public, le gouvernement a expliqué que la réunion ne devait jamais être une consultation. Il est donc important de demander pourquoi un tel écart existe et pourquoi il pourrait être difficile de le combler, en supposant bien sûr que le combler soit ce que nous voulons faire ». 
« En tant que ville mondiale néolibérale, Singapour a été témoin d'une pression populaire croissante. La politique est revenue au premier plan, ce qui a incité les responsables politiques à prêter davantage attention aux exigences d’une nouvelle citoyenneté plus diversifiée, les dirigeants politiques étant désormais plus sensibles à la perspective réelle de la perte des élections. Dans le même temps, les héritages culturels, idéologiques, pratiques et institutionnels des stades précédents de survie et de développement continuent à être une source de tension dans l'évolution de la culture politique de Singapour. Il ne s’agit nullement d’une histoire simple et linéaire de la libéralisation. Cependant, ces développements récents sont-ils suffisants pour changer les mentalités profondément enracinées du secteur public qui ont été formées à partir de modes de pensée et de raisonnement façonnés par le passé ? Une nouvelle génération de dirigeants du secteur public, dont les horizons d’expérience peuvent différer des préoccupations de survie et de développement de la génération précédente, ouvrira-t-elle de nouvelles possibilités de nouvelles conditions d’engagement ?
Les tendances élitistes du secteur public, renforcées par des salaires de haut niveau comparables à ceux du secteur privé, n'inciteront probablement pas un véritable engagement public, car elles renforcent le sentiment que les dirigeants du secteur public, dotés d'un intellect, l'intérêt public contre le populisme de masse irrationnel et dangereux. Selon cet état d'esprit, le public doit être éduqué pour penser correctement plutôt que de se présenter comme des participants égaux à la formulation et à la mise en œuvre des politiques. »

## Bonnes pratiques
Considérer la démocratie participative comme un idéal d’engagement du public a des conséquences importantes sur la manière dont nous appliquons le concept à des problèmes comportant un élément scientifique ou technique. Au lieu de simplement recevoir les contributions des différentes parties intéressées, un modèle de consultation participatif oblige les décideurs à reconnaître la responsabilité démocratique de leurs actes, pas seulement au bout de quelques années lors des élections, mais de manière plus systématique et directe pour les citoyens. 
Une idée fausse commune est qu'il existe une méthodologie particulière qui peut être conçue pour faciliter tout engagement public.  Une participation efficace, en revanche, est réalisée en supposant que chaque situation différente nécessitera une conception différente, en utilisant une nouvelle combinaison d'outils dans le cadre d'un cycle d'action en évolution et de réflexion par l'institution impliquée. 
Chaque expérience de démocratie participative contient un mélange unique de personnes et d'institutions. Chaque méthode doit donc sélectionner des éléments parmi différentes approches. La participation est aussi ouvertement politique dans la mesure où elle concerne les êtres humains, le pouvoir et le savoir - qui sont tous intrinsèquement complexes et qui, ensemble, forment un puissant mélange qui nécessite sensibilité et planification minutieuse. Ainsi, alors que les processus participatifs peuvent être répliqués de la même manière que les protocoles scientifiques, leurs ingrédients humains peuvent être tellement différents que la concentration sur la réplication de ce qui s'est passé ailleurs entrave souvent l'application pratique d'une technique. 
Avant de décrire une expérience scientifique, les scientifiques savent qu'il est essentiel d'expliquer le contexte dans lequel se déroule cette expérience. La plante était-elle dans un tube à essai ou dans un champ de l'agriculteur ? Le rat était-il bien nourri ou affamé ?  Cette logique s'applique également dans le cas d'un processus participatif, dans lequel chaque événement de consultation est analogue à un sujet expérimental. Chacun doit partir d'une compréhension de ses contraintes politiques, scientifiques, institutionnelles et pratiques. 
Ainsi, au lieu de recommander une méthode parfaite d’engagement du public, le tableau 1 récapitule certains principes de fonctionnement de ces processus, basés sur ceux utilisés par PEALS à l’Université de Newcastle.

## Neuf principes
1. Les participants doivent se joindre à ceux qui organisent le processus pour définir les termes de référence de l’ensemble de l’exercice et définir les questions qu’ils discuteront.
2. Le groupe organisant le processus ou en contrôlant globalement le processus devrait être large, et inclure des parties prenantes ayant des intérêts différents sur le sujet traité.
3. Il devrait y avoir une diversité de sources d’ information et de perspectives disponibles pour les participants.
4. Les participants qui manquent de connaissances spécialisées dans le domaine concerné devraient avoir la possibilité d’échanger dans les deux sens avec ceux qui possèdent des connaissances spécialisées.
5. Les activités menées dans le cadre du processus devraient être totalement transparentes, tant à l'intérieur qu'à l'extérieur de celui-ci.
6. Ceux qui n’ont pas voix au chapitre dans l’élaboration des politiques devraient pouvoir utiliser le processus de consultation comme outil de changement politique positif.  Cela devrait être intégré dans le processus en prévoyant des fonds suffisants pour les travaux de suivi une fois leurs conclusions initiales atteintes.
7. Le processus devrait contenir des garanties contre les décideurs utilisant un processus pour légitimer les hypothèses ou les politiques existantes.
8. Tous les groupes impliqués dans le processus devraient avoir la possibilité d'identifier les stratégies possibles pour l'apprentissage, le développement et le changement à long terme sur une série de questions liées à leurs conclusions.
9. Le groupe organisant le processus ou en contrôlant globalement le processus doit développer une piste d'audit tout au long du processus, afin d'expliquer si les politiques ont été modifiées, ce qui a été pris en compte, quels critères ont été appliqués lors de la mise en balance des éléments de preuve issus du processus, et par conséquent, comment les points de vue des personnes impliquées dans le processus participatif ont peut-être fait la différence.  Cela devrait être exploré avec le plus grand nombre possible d'intervenants à tous les niveaux du processus.

## En science et technologie
Le mouvement en faveur de la participation du public à la science et à la technologie découle d'un paradoxe: le nombre croissant de moyens par lesquels les citoyens peuvent apprendre la science ne s'est pas toujours accompagné d'un niveau accru de connaissances scientifiques ou de sophistication parmi les citoyens. Il existe près d'une centaine de musées de sciences et de technologie en Amérique du Nord seulement, de nombreux blogs scientifiques (le site de regroupement ScienceBlogs, ont rapporté 152 000 publications et 3,3 millions de commentaires pour 61 blogs uniquement avant sa fermeture en octobre 2017), ainsi qu'un nombre croissant de sciences dans les magazines. 
Cependant, les enquêtes sur la culture scientifique montrent une tendance à long terme dans laquelle les Américains n’ont qu’une compréhension modérée des faits et des concepts scientifiques de base. En 1992, seulement 59 % des adultes échantillonnés pouvaient donner des réponses correctes à une série de termes et concepts scientifiques; en 2008, ce nombre était de 64 %. Cependant, en 2010, la présentation de ces mêmes mesures de la culture scientifique est devenue controversée.  Les Américains ont obtenu des résultats bien inférieurs sur les questions relatives à l'évolution et à la théorie du big bang que les répondants de différents pays. Ces différences ont disparu lorsque de courtes mises en garde telles que « Selon la théorie de l'évolution ... » ont été ajoutées aux questions, indiquant un conflit plus important entre les connaissances scientifiques et les convictions personnelles aux États-Unis nanotechnologie entre les plus et les moins instruits.  Il existe également des lacunes dans les connaissances entre les différents niveaux d’éducation et l’utilisation des médias. Ces écarts entre les niveaux d’éducation et les connaissances rendent la participation du public à la science complexe. 
La communication publique est caractérisée par le transfert à sens unique d'informations ou de ressources au public. Cela comprend des mécanismes tels que la diffusion d'informations et les ressources statiques de sites Web. Les médias traditionnels fonctionnent de cette manière en influençant l'agenda public, appelé théorie de l'établissement de l'agenda. La consultation publique est la collecte d'informations sur ou provenant du public par le sponsor. Les mécanismes potentiels sont les sondages d’opinion, les référendums, les enquêtes, les groupes de discussion ou les sites Web interactifs. Ces mécanismes recueillent des informations auprès du public afin de déterminer les domaines dans lesquels les sponsors se concentrent ou investissent leurs ressources. La consultation publique est également un flux d'informations à sens unique, mais dans le sens inverse de la communication publique. 
La participation du public est un dialogue à double sens entre le public et le sponsor. Ce dialogue peut être soit à court terme, avec de brefs échanges d’informations, soit à long terme, pendant des décennies. Les mécanismes de participation du public comprennent des ateliers de planification d’action, un jury de citoyens, des conférences de consensus et des groupes de travail. 
Les médias sociaux sont également devenus un mécanisme de plus en plus important de participation du public. Social permet un dialogue instantané et continu entre les sponsors et le public. De plus, les réseaux sociaux sont flexibles et peuvent être mis en œuvre de différentes façons, mais toutes les plates-formes de médias sociaux ne fonctionnent pas de manière identique. Par exemple, trois grandes organisations de santé ont mis en place des campagnes sur les réseaux sociaux lors de l'épidémie d'Ebola en 2013: les centres de contrôle et de prévention des maladies (CDC), l'Organisation mondiale de la santé (OMS) et Médecins sans frontières (MSF, également connu sous le nom de Médecins sans frontières). Les trois organisations utilisaient à la fois Twitter et Instagram pour communiquer avec le public, mais le public utilisait plus souvent les publications Instagram que Twitter. Cette constatation est conforme à la théorie de la communication visuelle. De plus, chaque organisation a favorisé un niveau d'engagement différent auprès du public (MSF a recueilli le plus grand engagement).

## Démocratie délibérative
La démocratie délibérative est également un mécanisme de participation du public ayant des implications potentielles sur son engagement envers la science. Il fournit une structure pour la participation publique aux développements politiques en attente via des auditions publiques, les médias grand public et Internet, ainsi que des consultations avec différents groupes d'intérêts. Ainsi, la politique en cours d'élaboration est informée par les connaissances et les expériences de ceux qui en seront affectés, elle impliquera le public avant les décisions finales et donnera parfois aux groupes concernés une part du pouvoir dans l'évolution de la politique. 
Les étapes 1 et 2 peuvent utiliser des outils tels que des sondages d’opinion, des campagnes médiatiques et des auditions publiques. Les étapes 3 et 4 impliquent des délibérations publiques ou en ligne ou des négociations multipartites visant à créer un consensus. Les décideurs gouvernementaux des agences impliquées doivent connaître leurs objectifs et leur raison d'être, ainsi que les principaux défis à relever pour faire participer le public. 
Dans de telles situations, les agences doivent veiller à ce que tous les points de vue importants soient représentés sans susciter d'attentes si élevées que tous les participants pensent que leurs points de vue seront automatiquement adoptés en tant que politique.  En outre, l'évaluation visant à garantir l'efficacité de la participation du public est également importante.
Les exemples clés d’engagement du public incluent : 
- Les Américains discutent de la sécurité sociale, qui a mobilisé 50 000 Américains dans les cinquante États américains pendant plus de quinze mois en 1998 et 1999. Au cours de cette période, le président Clinton et 120 membres du Congrès ont pris part à des réunions municipales et à des téléconférences. Les promoteurs du projet ont déclaré qu'il « démontrait l'intérêt vif du public pour l'avenir de la réforme de la sécurité sociale et montrait que les Américains adoptaient une approche plus médiane que ne l'avaient cru les intérêts spéciaux ou les législateurs. Par exemple, contrairement aux attentes des initiés, les participants ont appuyé de manière écrasante le relèvement du plafond des cotisations sociales ».
- Listening To The City, qui a réuni 5 000 personnes de New York et de la région des trois États au Javits Center en juillet 2002, pour discuter de l'avenir de Lower Manhattan. Une série séparée de 26 dialogues en ligne a impliqué 800 participants supplémentaires sur deux semaines. L’objectif était d’assurer une large participation au réaménagement du site du World Trade Center et d’écouter les idées des citoyens sur le mémorial proposé. Selon le rapport final, 80 % des participants étaient satisfaits ou très satisfaits du résultat.
- Voices & Choices, un processus d'engagement civique dans 16 comtés visant à impliquer les citoyens dans l'avenir économique du nord-est de l'Ohio en 2008. Les principaux points à l’ordre du jour étaient le financement des écoles, la fragmentation et l’inefficacité du gouvernement, l’isolement racial et les inégalités et la création d’une main-d’œuvre compétitive. Les réunions qui ont suivi ont rassemblé 21 000 personnes. Cela comprenait des entretiens individuels avec trois mille personnes ainsi que onze ateliers auxquels ont participé 15 000 personnes de plus. Neuf cents citoyens ont pris part à une autre réunion municipale visant à identifier les objectifs que la région devait adopter pour surmonter ses défis les plus importants. Des ateliers sur le leadership ont également été organisés pour 1 000 dirigeants gouvernementaux et chefs d'entreprise. Les trois principaux objectifs qui ont été dégagés étaient la planification du développement et de la croissance futurs de la région, l’assurance que les étudiants disposent des ressources financières nécessaires pour réussir et l’amélioration des programmes de formation de la main-d’œuvre. 90 % des participants aux assemblées municipales régionales les ont décrits comme excellents ou bons.

Le troisième rapport du Comité de la science et de la technologie de la Chambre des lords du Royaume-Uni, dans lequel le public s’engageait publiquement en faveur de la science, affirmait que « la confiance du public dans la science et la politique fondée sur la science s’est érodée au cours des dernières années ». Une consultation sur la réglementation de la biotechnologie en 1998, comprenait six ateliers de deux jours ainsi qu’une enquête à grande échelle. À la question de savoir qui devrait participer à la réglementation de la biotechnologie, entre 40 et 50 % des répondants ont déclaré que les groupes de réglementation devraient comprendre un organe consultatif mixte, un groupe d’experts, des scientifiques eux-mêmes, le grand public, le gouvernement et des groupes environnementaux.  Un conseiller du Bureau de la science et de la technologie a déclaré que le processus prenait beaucoup de temps et coûtait cher, et que les ateliers pouvaient être accusés d’être dirigés par leurs organisateurs plutôt que par leurs participants, mais il estimait toujours que les participants avaient réglé les problèmes et étaient parvenus à la réunion. les comprendre. 
Cependant, les stratégies d’engagement du public se heurtent à des obstacles importants. La théorie de l'exposition sélective postule que les individus privilégient les informations qui correspondent à leurs convictions par rapport aux informations qui les contredisent.  Des preuves expérimentales soutiennent cette théorie. Les individus forment également une bulle filtrante composée de personnes partageant les mêmes idées et possédant une structure de croyance similaire, ce qui diminue le nombre d'informations dissonantes qu'elles sont susceptibles de rencontrer. La participation du public à la science peut avoir d’autres conséquences imprévues (mais souvent non mesurées) telles que l’effet « de retour de flamme », par exemple lorsque les activités de mobilisation destinées aux personnes sensibles sur la résistance aux antibiotiques les amènent à vendre le même médicament sans ordonnance.

## Contraintes des efforts de réunion publique
Les contraintes intrinsèques et extrinsèques suivantes des réunions publiques peuvent conduire à une fausse représentation inattendue des opinions du grand public: 

### Participation aux réunions publiques est faible et hautement sélective
Bien que les citoyens expriment leur intention de participer à des activités d'engagement du public, dans le monde réel, ils sont moins susceptibles de se présenter.  Par exemple, le taux de participation moyen aux assemblées annuelles des villes du Massachusetts en 1996 était de 7,6 %, ce qui était bien inférieur au taux moyen de participation aux élections municipales de 31,1 %. Le faible taux de participation aux réunions publiques peut entraîner de graves biais d'échantillonnage lorsque les intérêts des participants et des non-participants sont très différents. Par exemple, les participants peuvent être plus intéressés par la politique et impliqués dans des discours plus personnels que les non-participants. Dans ce cas, leurs avis peuvent être biaisés. 

### Dynamique de groupe et traits de personnalité des participants
Selon la composition des participants, la dynamique de groupe et les caractéristiques de personnalité des participants peuvent considérablement affecter les résultats des discussions.  Un petit nombre de participants francs peuvent faire plus de la moitié des commentaires au cours des discussions tandis que les membres les moins francs font une très petite partie des commentaires 

### Paramètres modérés / contrôlés de réunions publiques
Afin de minimiser les effets potentiels des caractéristiques démographiques et cognitives des participants sur les conversations, les réunions publiques ou les conférences de consensus ont tendance à être soigneusement modérées et guidées par des facilitateurs.  Dans un tel contexte artificiel, les participants peuvent se comporter différemment de ce qui est susceptible de se produire lors de discussions en situation réelle.

### Retombées des réunions publiques aux discussions du monde réel
L'impact social de la couverture médiatique de suivi des réunions publiques ou d'autres événements engageants par les médias peut aider à transférer les problèmes de ces discussions en petits groupes vers la communauté plus large. Toutefois, dans le cas des États-Unis, les retombées des réunions publiques sur le discours des médias sont au mieux minimes.

### Problèmes de connaissances
Les réunions publiques et les conférences de consensus peuvent créer des écarts de connaissances entre un SSÉ élevé et un nombre moins élevé de participants. Les différences démographiques, prépositionnelles et cognitives entre deux groupes lors d'une réunion publique peuvent conduire à des résultats différents de l'engagement du public. Par exemple, les participants très instruits peuvent apprendre davantage des discussions et dominer la conversation, tandis que les membres moins instruits écoutent leurs arguments. En outre, seule une petite partie de la population qui est peut-être déjà informée assiste à des réunions publiques, contrairement à la majorité de la population qui pourrait avoir besoin d'informations. Dans ce cas, tout effort d'engagement du public peut creuser davantage les lacunes existantes. 